# Daniel Duval
Daniel Duval (ur. 28 listopada 1944 roku w Vitry-sur-Seine, w regionie Île-de-France, w departamencie Dolina Marny, zm. 10 października 2013 w Paryżu) – francuski aktor, reżyser i scenarzysta filmowy.

## Życiorys
Miał trudne dzieciństwo. Jako nastolatek uczył się handlu. Pomimo że odbył praktykę stolarską, chorował i znalazł się w szpitalu, gdzie odnalazł swoje prawdziwe powołanie. Dzielił swój pokój z producentem programu religijnego Le Jour du Seigneur, który zachęcił go do pracy w telewizji. Jego debiutem kinowym był dramat Złom (La Ville-bidon, 1973). W 1977 roku otrzymał nagrodę w Moskwie za reżyserię dramatu Cień zamków (L'Ombre des châteaux, 1976). Jego wychudła twarz predysponowała go do odegrania ról czasem romantycznych i destrukcyjnych, ale zawsze brutalnych. W 1987 roku znalazł się w więzieniu, jednak został zwolniony z powodu braku dowodów. Zwrócił na siebie uwagę rolą ojca w dramacie Czy będzie śnieg na Boże Narodzenie? (Y aura-t-il de la neige a Noël?, 1996) oraz jako sadystyczny kochanek/zubożały sprzedawca dywanów w dramacie psychologicznym Jeżeli cię kocham, uważaj na siebie (Si je t'aime, prends garde à toi, 1998) z Nathalie Baye. W 2002 roku wspierał kampanię prezydencką Lionela Jospina.
Spotykał się z Haydée Politoff. W latach 1978–81 był żonaty z francuską aktorką duńskiego pochodzenia Anną Kariną. Ma syna Cyrila, który jest asystentem reżysera.

## Wybrana filmografia

### filmy kinowe
- 2009: 13 Dzielnica Ultimatum
- 2007: Jean de La Fontaine - Le défi jako Terron
- 2007: Decydujący skok (Deuxième souffle, Le) jako Venture Ricci
- 2006: Rok życia (Le Temps des porte-plumes)
- 2005: Czas, który pozostał (Le Temps qui reste) jako ojciec
- 2005: Ukryte (Caché) jako Pierre
- 2004: 36 (36 Quai des Orfèvres) jako Eddy Valence
- 2004: San Remo (À San Remo) jako Etienne
- 2004: Proces (Process) jako L'amant
- 2003: Łapówka (Gomez & Tavares) jako Izenberg
- 2003: Czas wilka (Le Temps du loup) jako Georges
- 1998: Powiew nocy (Le Vent de la nuit) jako Serge
- 1997: Co ich tak śmieszy? (Je ne vois pas ce qu'on me trouve) jako Marc
- 1996: Love, etc. jako Yvon
- 1996: Czy będzie śnieg na Boże Narodzenie? (Y aura-t-il de la neige a Noël?) jako Ojciec
- 1990: Stan the Flasher jako ojciec Natachy
- 1982: Scarface jako Toni
- 1978: Idź do mamy, tata pracuje (Va voir maman, papa travaille) jako Serge